# The Weather Man
The Weather Man is een Amerikaanse komedie-dramafilm uit 2005, geregisseerd door Gore Verbinski en geschreven door Steve Conrad, met in de hoofdrol Nicolas Cage. De film werd op 28 oktober 2005 uitgebracht in de Verenigde Staten.

## Verhaal
Het verhaal gaat over een weerman die midden in een midlifecrisis zit. David is een succesvolle weerman bij een groot televisiestation, maar thuis is het allesbehalve succesvol.

## Rolverdeling
| Acteur              | Personage                                |
| ------------------- | ---------------------------------------- |
| Nicolas Cage        | David Spritz (echte naam David Spritzel) |
| Michael Caine       | Robert Spritzel                          |
| Hope Davis          | Noreen                                   |
| Gemmenne de la Peña | Shelly                                   |
| Nicholas Hoult      | Mike                                     |
| Michael Rispoli     | Russ                                     |
| Gil Bellows         | Don                                      |
| Judith Mc Connell   | Lauren                                   |
| Tom Skilling        | adjunct-directeur WGN                    |

## Achtergrond

### Productie
De opnames vonden plaats in Chicago en New York. De totale productiekosten van de film bedroegen 22 miljoen dollar. De opbrengst in de Verenigde Staten was 12.482.775 dollar en daarbuiten was dit 6.556.995 dollar.

### Filmmuziek
De muziek voor The Weather Man werd gecomponeerd door Hans Zimmer.

### Première
The Weather Man had zijn wereldpremière op het Chicago International Filmfestival op 20 oktober 2005. De film kwam op 23 november 2005 in België en op 11 mei 2006 in Nederland in de bioscopen. 